# Nova Ipixuna
Nova Ipixuna – miasto i gmina w Brazylii, w stanie Pará. Znajduje się w mezoregionie Sudeste Paraense i mikroregionie Tucuruí.